# Indiana Pacers 1989-1990
La stagione 1989-90 degli Indiana Pacers fu la 14ª nella NBA per la franchigia.
Gli Indiana Pacers arrivarono quarti nella Central Division della Eastern Conference con un record di 42-40. Nei play-off persero al primo turno con i Detroit Pistons (3-0).

## Roster
| N° | Naz.                      | Ruolo | Sportivo         | Anno | Alt. | Peso |
| -- | ------------------------- | ----- | ---------------- | ---- | ---- | ---- |
| 10 | Stati Uniti (bandiera)    | G     | Vern Fleming     | 1962 | 196  | 84   |
| 11 | Germania Ovest (bandiera) | A     | Detlef Schrempf  | 1963 | 206  | 97   |
| 12 | Stati Uniti (bandiera)    | G     | Rickey Green     | 1954 | 183  | 77   |
| 14 | Stati Uniti (bandiera)    | GA    | Randy Wittman    | 1959 | 198  | 95   |
| 20 | Stati Uniti (bandiera)    | GA    | George McCloud   | 1967 | 198  | 93   |
| 23 | Stati Uniti (bandiera)    | A     | Dyron Nix        | 1967 | 201  | 95   |
| 24 | Paesi Bassi (bandiera)    | C     | Rik Smits        | 1966 | 224  | 113  |
| 31 | Stati Uniti (bandiera)    | GA    | Reggie Miller    | 1965 | 201  | 84   |
| 33 | Stati Uniti (bandiera)    | GA    | Mike Sanders     | 1960 | 198  | 95   |
| 41 | Stati Uniti (bandiera)    | AC    | LaSalle Thompson | 1961 | 208  | 111  |
| 42 | Stati Uniti (bandiera)    | A     | Calvin Natt      | 1957 | 198  | 100  |
| 45 | Stati Uniti (bandiera)    | A     | Chuck Person     | 1964 | 203  | 100  |
| 54 | Stati Uniti (bandiera)    | C     | Greg Dreiling    | 1963 | 216  | 113  |

## Staff tecnico
- Allenatore: Dick Versace
- Vice-allenatori: Bob Ociepka, Bob Hill
- Preparatore atletico: David Craig